# Perdita interrupta
Perdita interrupta är en biart som beskrevs av Cresson 1878. Perdita interrupta ingår i släktet Perdita och familjen grävbin. Inga underarter finns listade i Catalogue of Life.